# Jacques Canetti

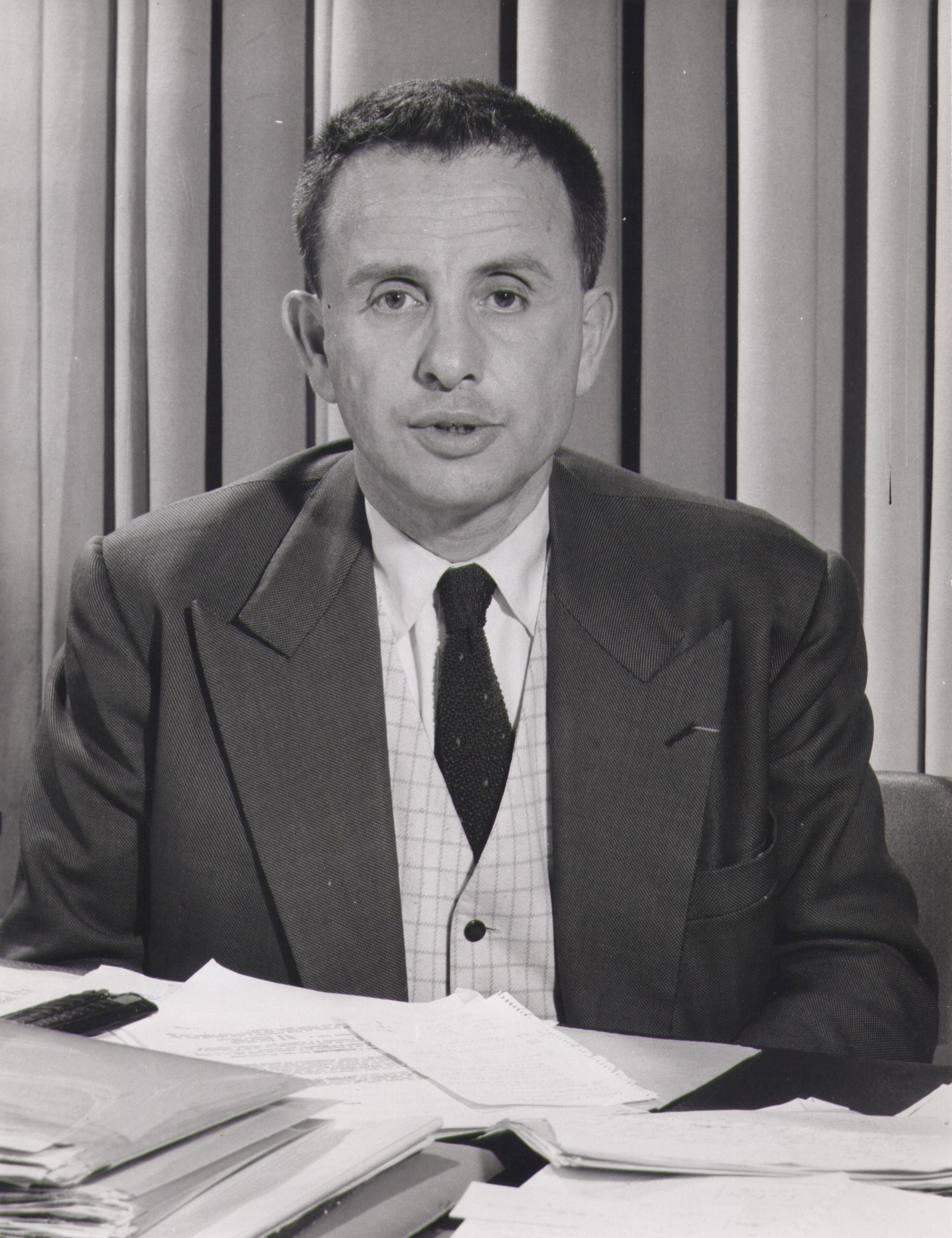
Jacques Canetti (1960)

Jacques Canetti (eigentlich: Nissim Jacques Canetti; * 30. Mai 1909 in
Russe, Bulgarien; † 7. Juni 1997 in Suresnes, Frankreich) war ein französischer Musikproduzent und Theaterleiter und zählte zu den wichtigsten Persönlichkeiten in der französischen Musik der 1950er und 1960er Jahre.
Sein älterer Bruder war der Literatur-Nobelpreisträger Elias Canetti, sein jüngerer Bruder der Mediziner Georges Canetti.

## Leben
Geboren in Bulgarien als Sohn einer sephardisch-jüdischen Familie wuchs Jacques Canetti in Wien, Manchester, Zürich, Lausanne, Frankfurt am Main und München auf. 1926 zog er mit der Mutter und dem jüngeren Bruder – der Vater war bereits 1912 gestorben – nach Paris. Dort studierte er an der HEC, ehe er im Jahr 1932 eine Anstellung bei der Plattenfirma Polydor annahm. Die Zeitungsannonce, auf die er sich bewarb, bildete später den Titel seiner Autobiografie: „Junger Mann gesucht, der Musik liebt und deutsch spricht …“
Canetti, ein großer Freund des Jazz, organisierte für die Zeitschrift Hot Jazz Tourneen, auf denen er zum ersten Mal Stars wie Louis Armstrong, Duke Ellington oder Cab Calloway nach Frankreich brachte. In der zweiten Hälfte der 1930er Jahre wurde er zum künstlerischen Leiter des Radiosenders Radio Cité, wo er zahlreiche erfolgreiche Sendeformate etablierte und unter anderem die Debüts von Édith Piaf und Charles Trenet präsentierte. Seit dem Jahr 1932 war Canetti eingebürgerter Franzose, von 1940 an trug er offiziell nur noch den Namen „Jacques Canetti“.
Im Jahr 1942 ging Canetti nach Nordafrika ins Exil und gründete in Algier das Théâtre des Trois Anes. Nach Ende des Zweiten Weltkriegs kehrte er nach Paris zurück und gründete das Théâtre des Trois Baudets, in dem zwischen 1947 und 1962 eine Vielzahl aufstrebender Größen des französischen Chansons auftraten, so etwa Serge Gainsbourg, Boris Vian, Georges Brassens, Jacques Brel, Henri Salvador, Pierre Dac, Raymond Devos, Robert Lamoureux und Jean Yanne. Daneben war Canetti künstlerischer Leiter bei Polydor und später Philips, wo er unter anderem Aufnahmen von Georges Brassens, Jacques Brel, Guy Béart, Félix Leclerc, Francis Lemarque, Serge Gainsbourg, Henri Salvador, Boris Vian, Raymond Devos, Fernand Raynaud, Anne Sylvestre, Pierre Dac, Francis Blanche, Juliette Gréco, Catherine Sauvage und Claude Nougaro produzierte.
Im Jahr 1963 schied Canetti bei Philips aus und gründete die Plattenfirma Les Productions Jacques Canetti, in der er die ersten Alben erfolgreicher Künstler wie Jeanne Moreau, Serge Reggiani, Jacques Higelin, Brigitte Fontaine, Simone Signoret, Pierre Brasseur und Michel Simon herausbrachte. Seit seinem Tod im Jahr 1997 wird die Firma von seinen Kindern weitergeführt. Canetti wurde auf dem Cimetière du Père-Lachaise in Paris beigesetzt.